# Armin Bodechtel
Armin Bodechtel (* 6. Oktober 1897 in Herrnskretschen; † 6. Januar 1965 in Böblingen) war ein deutscher Architekt und Politiker (SPD). Von 1950 bis 1952 war er Mitglied des Landtags von Württemberg-Baden.
Bodechtel war in den 1950er Jahren als Architekt in Neckarsulm tätig. Im Jahr 1952 baute er dort für die örtliche IG Metall ein Verwaltungsgebäude auf dem Grundstück der im Zweiten Weltkrieg schwer beschädigten Bürgerschen Villa in der Salinenstraße.
Bei der Landtagswahl in Württemberg-Baden am 19. November 1950 kandidierte Bodechtel im Landtagswahlkreis Heilbronn und erzielte ein Mandat. Er gehörte dem Landtag bis zum 30. Mai 1952 an; bei der Wahl zur Verfassunggebenden Landesversammlung in Baden-Württemberg am 9. März 1952 kandidierte er nicht mehr. Bei der nachfolgenden Landtagswahl in Baden-Württemberg 1956 trat er im Landtagswahlkreis Heilbronn-Land I nochmals für die SPD an, wurde aber nicht gewählt.